# 堡地
堡地是中古時代英國與愛爾蘭的一種土地租賃形式，最早可追溯至十三世紀。

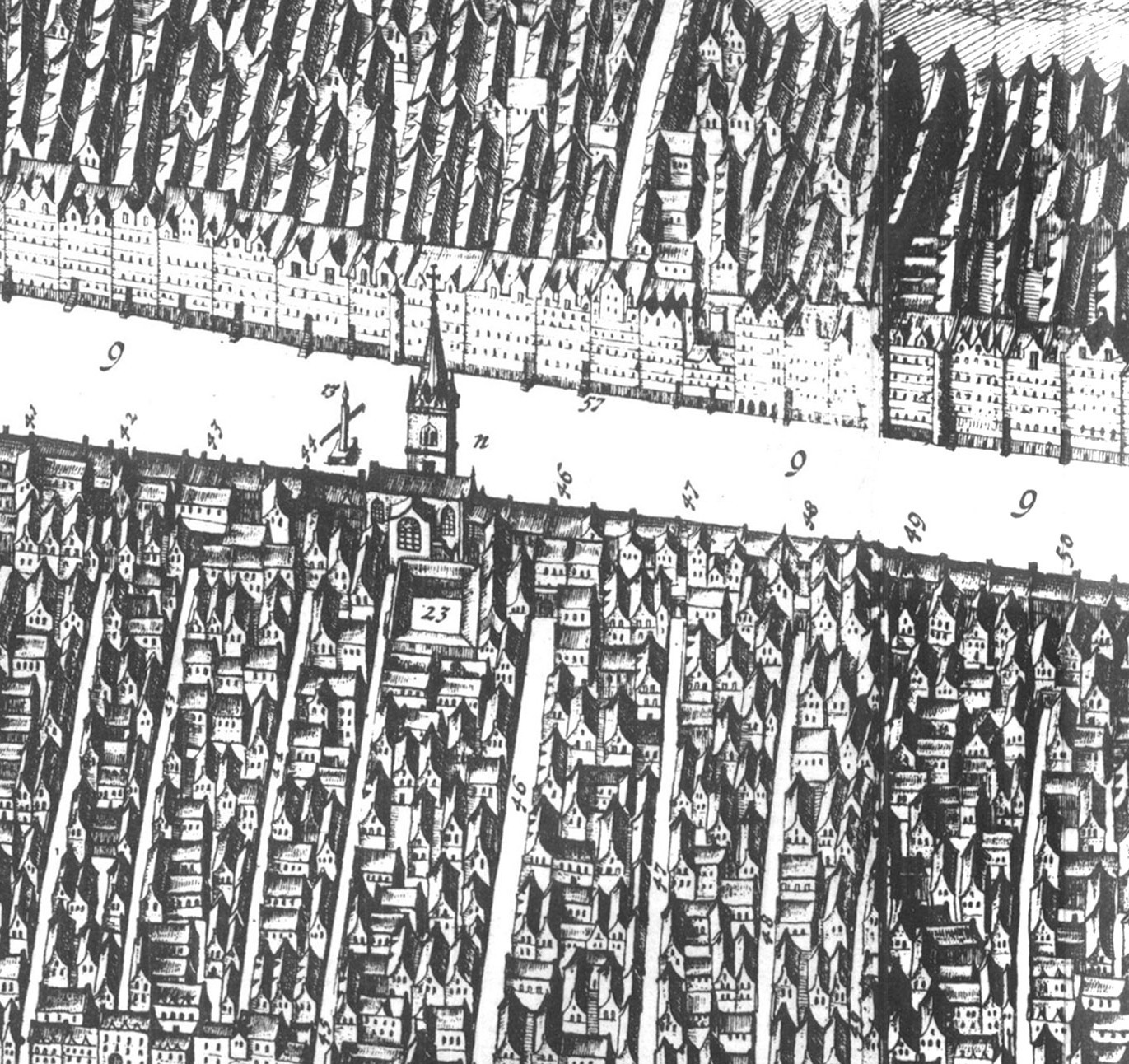
愛丁堡皇家一英里附近的街道，仍保有當初堡地的特徵。

## 歷史
早期堡地位於領主據點（英語：burgh）必經之路，普遍是臨街的狹長的土地，所有權在領主。此形式催生于中古時代盛期，手工業者的財富積纍與十字軍東征帶來的債務糾紛迫使領主讓渡部分權力，堡地因此誕生。相較於同時期農奴或佃農的土地租賃形式，堡地租權允許租賃者自行建築物業（英語：burgage tenement）。尋租者通常是脫離農業生產的工商業人士。因此，堡地的「保有權」（英語：tenure）通常以現金償付。但亦有例外，部分堡地仍需負擔徭役（鐵匠必須在特定時間供維持武器裝備的供應）與兵役（半脫產的職業軍人或雇傭兵）。
隨著時代發展，部分遠離領主據點的商業要衝開始出現堡地形式。由於遠離據點，此類堡地的居民會選舉一名代表向領主繳納地租，即英國自治市鎮（英語：Borough）之濫觴。由於人口增長的壓力，自治市鎮堡地被允許進一步分割。期間亦有兼并堡地的案例，但大規模兼并出現在產業革命時代，大部分堡地成為工人公寓（英語：tenement house）。
中世紀愛爾蘭爲了吸引工商業者，部分領主會允許持有「王家特許狀」的英格蘭業者以每年一先令的代價租賃保有權。

## 形制

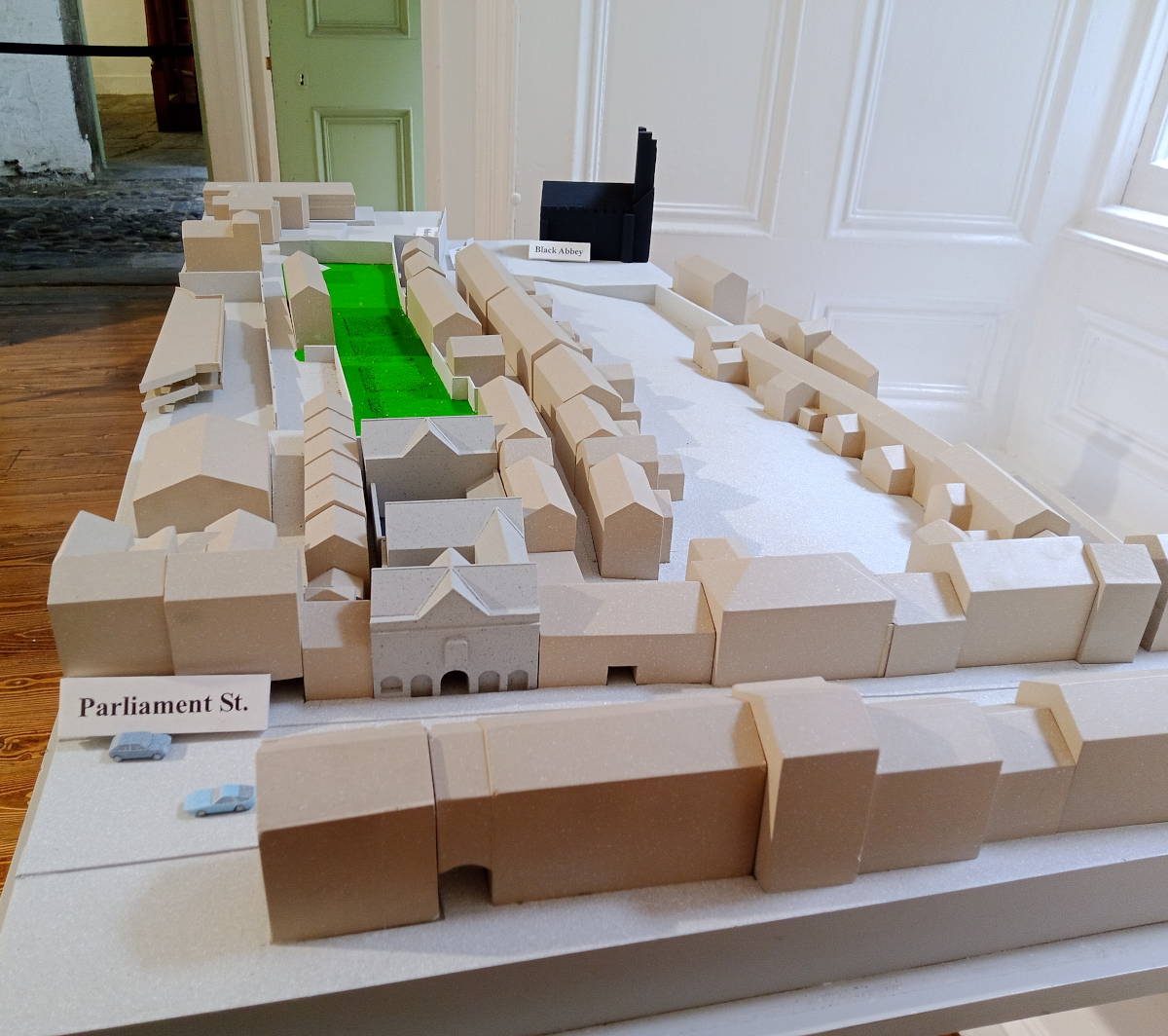
此模型展示出一個堡地後院的不同用途，顔色較灰的部分為堡地建築，自耕花園標識為綠色。

堡地的物業大多興建于臨街，後院的狹長地帶則用於倉儲、工坊或自耕花園。部分堡地亦有自行開掘的巷道（英語：lane）用以溝通後院與街道。雖然堡地對手工業者開放，卻並不是來者不拒。部分業者會因爲負面觀感（譬如製皂業散發的氣味）被排斥堡地之外。亦一定程度反映出堡地的自治程度。

## 衍生
由於領主讓渡權力，堡地居民成爲中古時代英國超越農奴與佃農的自由階級，被冠以市民（英語：Burgess）頭銜。此頭銜隨著產業革命，逐漸演化為市政官員與產業革命早期下議院議員的稱呼 。

## 孑遺
雖然堡地形式在現今英國已不復存在，英國仍有爲數衆多的地產以地租產業（英語：leasehold property）出售。英國大部分傳統樓宇亦繼承堡地形制。